# Station Jawor
Station Jawor is een spoorwegstation in de Poolse plaats Jawor.